# Malthinus kaszabi
Malthinus kaszabi es una especie de coleóptero de la familia Cantharidae.

## Distribución geográfica
Habita en Turquía.